# Tazajeras
Tazajeras es una localidad peruana ubicada en el distrito de Lancones, perteneciente a la provincia de Sullana del departamento de Piura, al norte del Perú. 

## Ubicación
Tazajeras se ubica al noreste de la provincia de Sullana, en el distrito de Lancones, en el departamento de Piura.

## Demografía
En 2017 Tazajeras tenía una población de 1 habitante.